# N-甲基-N-甲酰基苯胺
N-甲基-N-甲酰基苯胺是一种有机化合物，化学式为C8H9NO。它可由N-甲基苯胺和甲酸在甲苯中回流反应制得，或由N,N-二甲基苯胺的氧化反应得到，氧化剂可选用双氧水、2,2,6,6-四甲基-1-氧化哌啶鎓氯化物、苄基三乙基高锰酸铵、四乙基高碘酸铵等。它和三氯氧磷搭配可用于维尔斯迈尔－哈克反应。